# Stanhopea florida
Stanhopea florida Rchb.f., 1879 è un'orchidea della sottofamiglia Epidendroideae (tribù Cymbidieae, sottotribù Stanhopeinae) diffusa in America meridionale.

## Biologia
Si riproduce per impollinazione entomogama ad opera dei maschi di diverse specie di api delle orchidee tra cui Eulaema meriana ed Euglossa nigropilosa.

## Distribuzione e habitat
La specie è diffusa nelle foreste tropicali di Ecuador e Perù.